# فرایند شوفتان

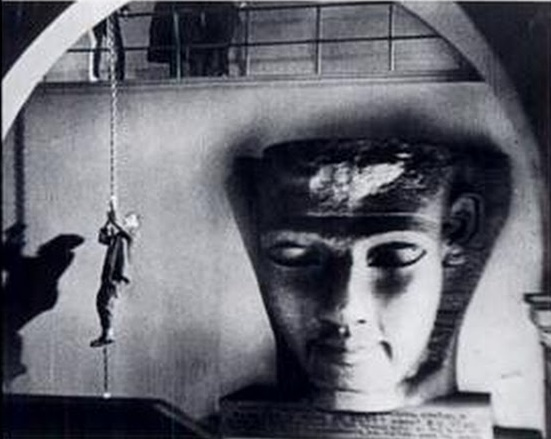
جلوه های ویژه سینمایی در قدیم

فرایند شوفتان (به آلمانی: Schüfftan process) یکی از تکنولوژی‌های قدیمی جلوه‌های ویژهٔ سینمایی است. در اصل تکنولوژی مدل‌های مینیاتوری که در فیلم متروپلیس به کار رفته است، توسط فردی به نام یوجین شوفتان ساخته شد و به فرایند شوفتان موسوم گشت. نوعی تکنیک نمای ترفندی است که در آن مدل‌های مینیاتوری بر روی شیشه آینه‌ای و درشت‌نما با زاویهٔ ۴۵ درجه منعکس می‌شوند. از آن‌ها فیلمبرداری می‌کنند و سپس پسزمینه و اطراف را پاک می‌کنند و به جای آن دکورهای واقعی با نورپردازی مناسب می‌گذارند.